# Empis microtheca
Empis microtheca är en tvåvingeart som beskrevs av Frey 1955. Empis microtheca ingår i släktet Empis och familjen dansflugor. Inga underarter finns listade i Catalogue of Life.